# Yvan Hostettler
Pour les articles homonymes, voir Hostettler.
 (mai 2016).
Yvan Hostettler, né à Genève le 27 février 1959 est un éditeur et écrivain suisse.

## Biographie
Parallèlement à un apprentissage réussi d’imprimeur-typographe, Yvan Hostettler pratique le cyclisme de compétition dès 1974 au Genève Olympic Cycliste, puis au Sprinter Club Lignon et devient amateur élite au sein de l'équipe TESAG en 1980, avec deux sélections en équipe Suisse pour des courses internationales en Pologne.
Puis il réalise le tour du monde sac au dos sur une période de deux ans et découvre avant son retour en Suisse, le Pop Art à New York et Andy Warhol en particulier. En 1983, il suit des cours de graphisme à l’école des Arts Décoratifs de Genève et crée sa société "Two Cats Design" qui deviendra "Graphic Emotion" en 1986, puis Plan Vert en 2008.
En 1986, cofondateur et directeur artistique de « Sweet Line », ligne textile de sweat et T'shirts destinée aux stations de montagnes des Alpes suisses, il crée en 1990 « Graphic Shirt » puis fourni des designs pour Cottier Frères, Lornic, Jet Sélection, Fuchs Design, Mystic et Kustom Diffusion. Durant cette période, il sort son premier livre intitulé « Cervin, Montagne de PUB » aux Éditions Olizane, bestseller traduit en allemand et en anglais.
Créateur de la mascotte officielle de l’équipe suisse de football sélectionnée au championnat du monde USA’94, sous l’égide de IMG Suisse Marc Biver Développement. En 2006, il écrit son second ouvrage.
« Cervin, top model des Alpes », aux Éditions Olizane, anthologie sur l’utilisation du Cervin dans la publicité et les médias.
Créateur du portail web des imprimeries romandes en 1998, imprimerie.ch
Au Prix cantonal 2002 du Développement Durable de Genève, Yvan Hostettler obtient une mention pour le jeu de cartes des sept familles « je recycle ». Cette même année, l’État de Genève le mandate pour la création des pictogrammes du recyclage.
En 2005, il invente un cabas compartimenté pour le tri des déchets en appartement, le Sakatri. L’État de Genève fait l’acquisition de 100 000 Sakatris destinés aux citoyens du canton de Genève, dans le cadre de trois campagnes : en 2005 "Pensez-y, pensez tri", en 2013 "Trions mieux, jetons moins" et en 2015 "Le tri c'est chic".
En 2013, Yvan Hostettler rejoint le Cercle de la Librairie et de l'Édition, Genève avec les Éditions Plan Vert, qui publient des ouvrages liés de près ou de loin au développement durable.
Fondateur de l’Association Plan Vert avec Joëlle Sportès en 2013, deux projets sont sélectionnés pour le bicentenaire de l’adhésion de la République de Genève à la Confédération suisse (GE200).
En 2015, toujours dans le cadre du bicentenaire de l’entrée de Genève dans la Confédération suisse, Yvan Hostettler présente à la Villa Dutoit, à Genève, une exposition sur les affiches et dessins originaux des dessinateurs presse et BD – ainsi que des inédits – à la suite de la parution de son livre « Genève fait de l’esprit ».
En septembre 2016, première suisse avec un atelier de rue où les passants impriment leur t-shirt sur le relief d’une plaque d’égout, dans le but de faire passer une information sur l'importance de ne pas jeter ses mégots dans les eaux pluviales.

## Publications
- Cervin, Montagne de PUB - Éditions Olizane, 1990[1]
- Cervin, top model des Alpes - Éditions Olizane, 2006
- Genève fait de l'esprit - Éditions Plan Vert, 2013
- Matterhorn - Éditions Plan Vert, 2014
- Pict'art, pictogrammes & upcycling artistique - Éditions Plan Vert, 2014
- ELLE'vetia, symbole de la Suisse ? - Éditions Plan Vert, 2017